# Rhyparus comorianus
Rhyparus comorianus är en skalbaggsart som beskrevs av Leon Fairmaire 1896. Rhyparus comorianus ingår i släktet Rhyparus och familjen Aphodiidae. Inga underarter finns listade i Catalogue of Life.